# Dachówka

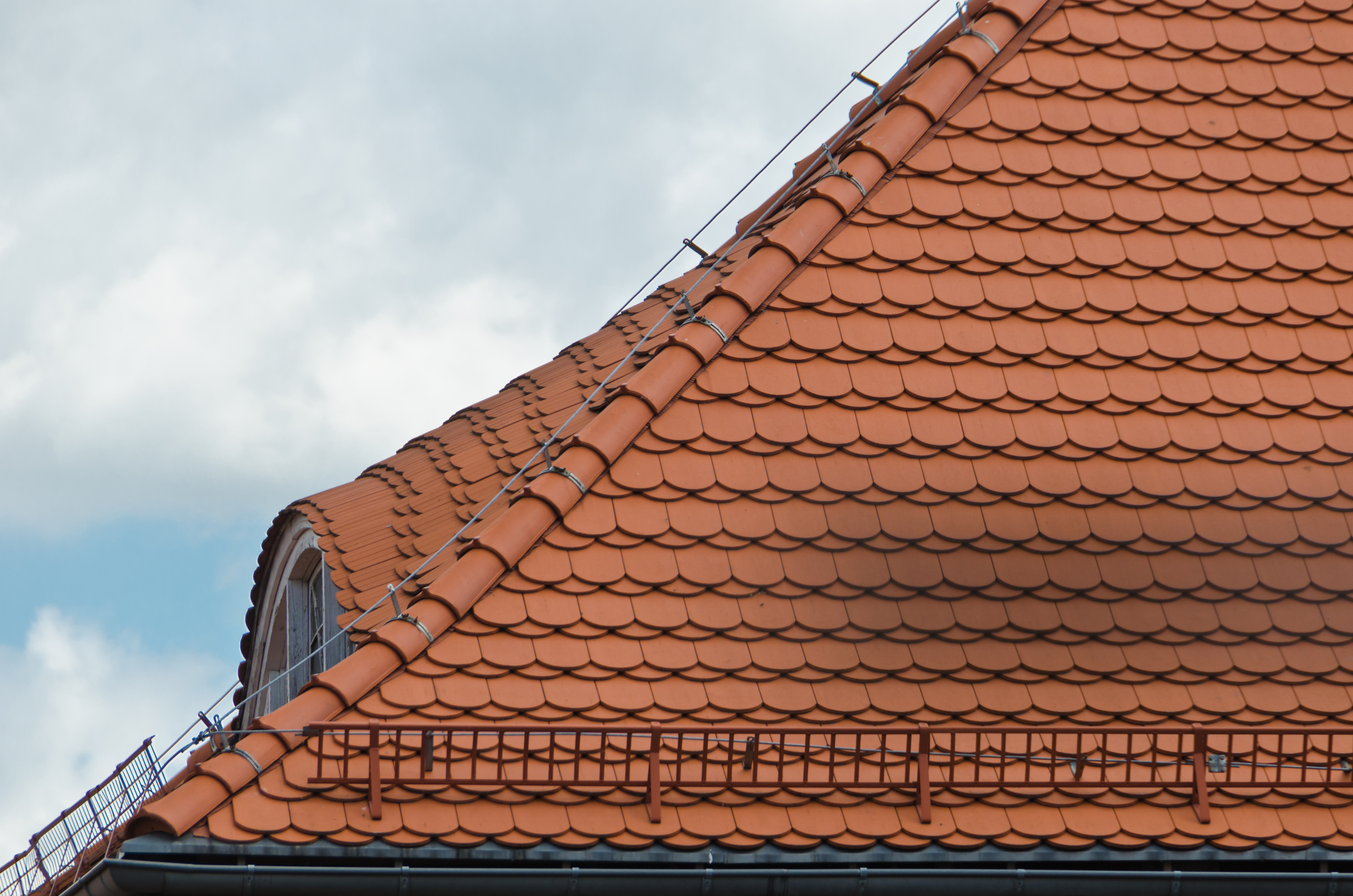
Pokrycie dachowe wykonane z dachówek karpiówek

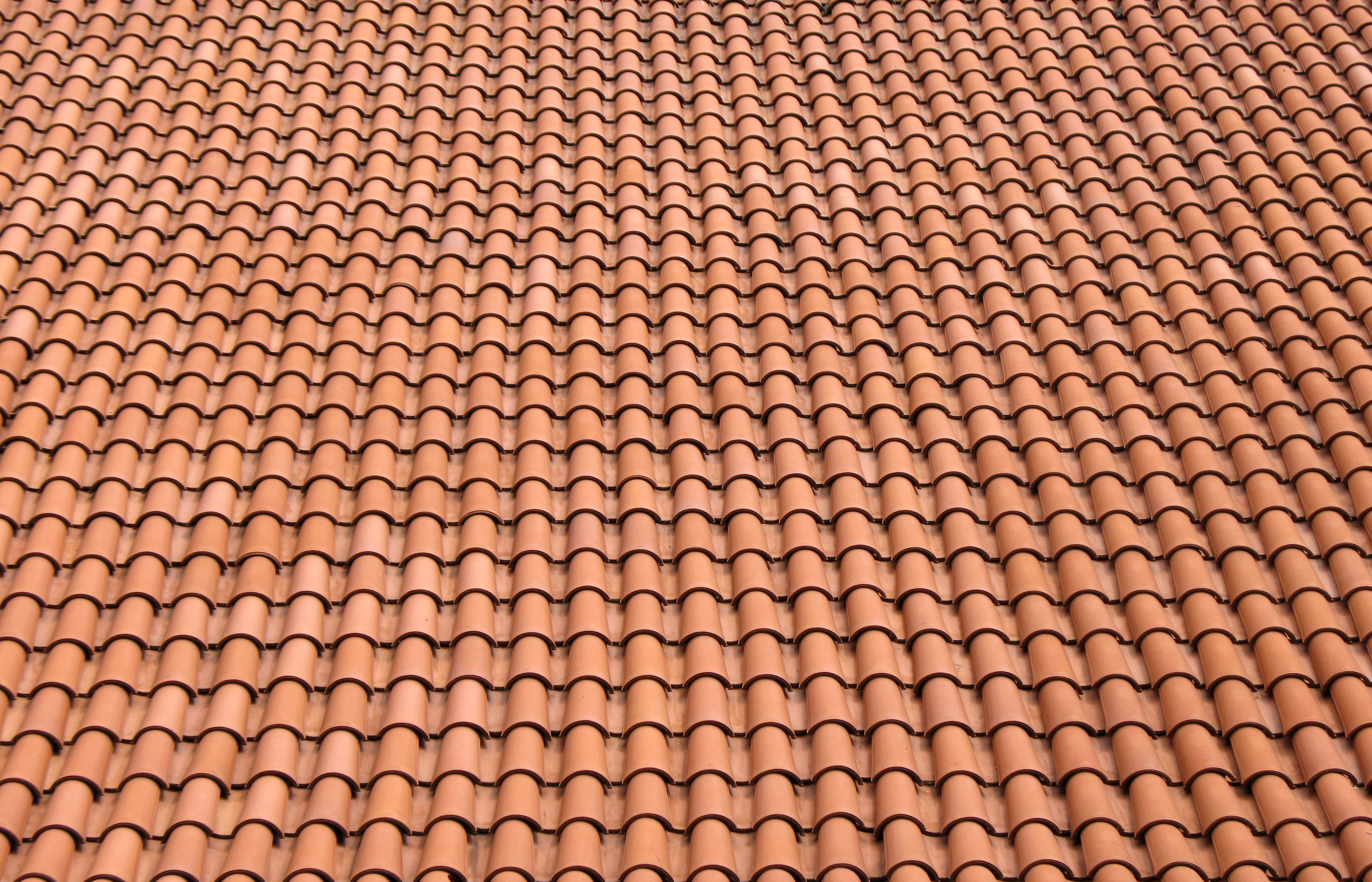
Pokrycie dachowe wykonane z dachówek "mnich-mniszka"

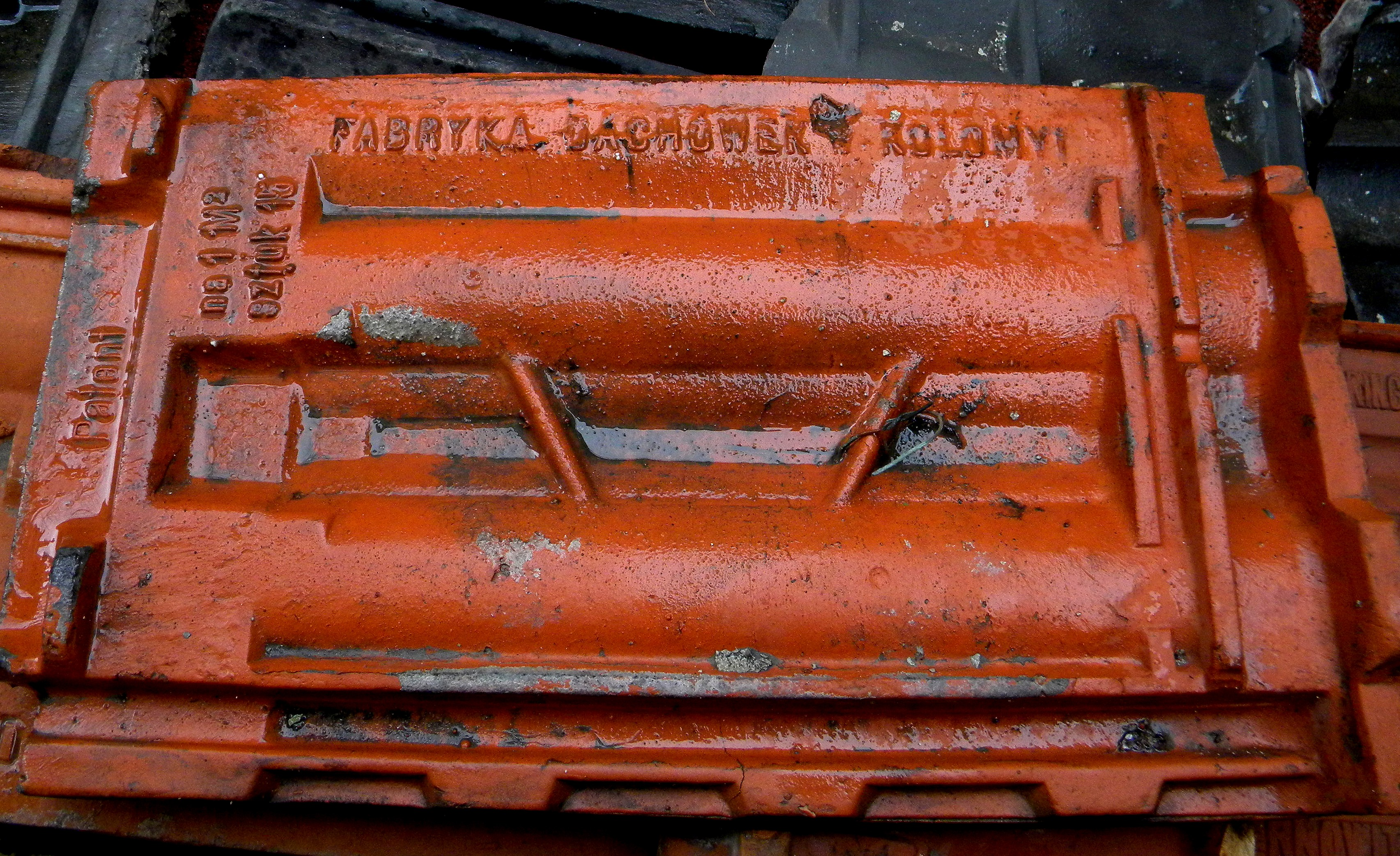
Dachówka z fabryki w Kołomyi z okresu międzywojennego

Dachówka – wyrób budowlany o różnych kształtach i wymiarach, używany do wykonywania pokryć dachowych. Do krycia kalenic i szczytów dachów stosuje się dachówki o odpowiednim kształcie, zwane gąsiorami.
Ze względu na rodzaj materiału użytego do produkcji dachówki dzielą się na:
- dachówki ceramiczne – wykonane z gliny ceglarskiej. Dzielimy je na:
  - naturalne – wyrabiane z surowej gliny, mają powierzchnię porowatą i matową. Wskazane do stosowania na obiektach zabytkowych.
  - angobowane – pokrywane płynną glinką z dodatkiem barwników w odcieniach czerwieni i miedzi, brązu, żółcienia także niebieskie, zielone i czarne,
  - glazurowane – powlekane bezbarwnym lub kolorowym szkliwem, dzięki temu ich powierzchnia jest lśniąca, mają też najwięcej odcieni.
- dachówki cementowe – wykonane z zaprawy cementowej,
- dachówki szklane – wykonane ze szkła,
- dachówki wykonane z innych materiałów, np. włókno-cementu.

Natomiast ze względu na proces produkcji można wyróżnić:
- dachówki ciągnione,
- dachówki tłoczone.

Obecnie wiele firm produkuje dachówki cementowe z zaprawy barwionej w masie. Mimo że dachówki cementowe są często szersze od ceramicznej (mają szerokość dwóch dachówek), dach wykonany z dachówki cementowej wizualnie niewiele się różni od dachu z dachówki ceramicznej.

Pokrycia dachówkami układa się na dachach stromych, o kącie nachylenia połaci powyżej 31° (kąt zależny jest od typu dachówki, najniższe pochylenie jest dopuszczalne dla karpiówki układanej podwójnie w koronkę, dachówki zakładkowej i marsylskiej, dla pozostałych wymagany kąt nachylenia połaci jest większy). 
Aby zapewnić bezpieczny i łatwy dostęp do kominów na stromych dachach, montuje się stopnie i ławy kominiarskie.